# 존 워젠크로프트
존 워젠크로프트(영어: Jon Wozencroft, 1958년 6월 1일 ~ 현재)는 잉글랜드의 그래픽 디자이너, 작가이자 강사이다.
잉글랜드 엡솜에서 태어난 워젠크로프트는 독립 멀티미디어 출판 회사인 터치의 설립자이다. 터치는 1982년부터 1986년 사이 약 15개의 제품을 출시해 피처 미스트와 터치 트래블과 같은 인터랙티브 시청각 잡지 제작에 집중해, 광고 없이 5천 부 이상 판매되었으며, 오늘날에도 여전히 운영되고 있다.
1988년 워젠크로프트의 동료 네빌 브로디에 대한 책이 《The Graphic Language of Neville Brody》로 출간되었다. 워젠크로프트와 브로디는 그래픽과 실험적인 글꼴의 출판물인 FUSE를 설립 및 출판했다.
전기에 따르면 워젠크로프트는 디자인을 가르치는 광범위한 경험을 가지고 있는데, 센트럴 세인트 마틴스 예술 및 디자인 대학과  로열 칼리지 오브 아트에서 강사로 재직했다. RCA 전기에 따르면 "1994년 그는 로열 칼리지 오브 아트에서 MC 인터랙티브 멀티미디어의 주요 강사 및 보조 코스 디렉터로 임명"되었으며, 현재는 로열 칼리지 오브 아트의 시각 커뮤니케이션 과정 수석 교사이다.

## 저서
- The Graphic Language of Neville Brody, Thames & Hudson Ltd, 1988. (ISBN 978-0500274965)
- The Graphic Language of Neville Brody 2, Thames & Hudson Ltd, 1994. (ISBN 0500277702)
- Touch & Fuse: the aftershock of the invisible, University of Porto, 1999. (Depósito Legal 136162/99)

## 기사
- "Out of the Blue", TATE ETC., Issue 10, Summer 2007. Article on Peter Saville's design for Joy Division's Unknown Pleasures. Text online